# Uusimaa
L'Uusimaa (in svedese Nyland, in latino Nylandia, lett. "terra nuova") è una provincia della Finlandia, situata sulle rive del Golfo di Finlandia.
L'Uusimaa e soprattutto la sua zona costiera sono stati tradizionalmente zone di lingua svedese, ma dal trasferimento della capitale della Finlandia a Helsinki, il finlandese è diventato a poco a poco la lingua principale, ed è parlata dalla maggior parte degli abitanti della regione. La regione storica dell'Uusimaa era stata divisa nell'attuale Uusimaa, nell'Uusimaa Orientale, e nella parte occidentale del Kymenlaakso. Nel 2011 l'Uusimaa Orientale è stata soppressa ed è confluita nell'Uusimaa.
La superficie è di circa 9000 km² e la popolazione è di 1 550 362 abitanti (dato 2012) che fanno dell'Uusimaa la provincia più abitata e a maggior densità. Un quarto dei finlandesi vive nell'Uusimaa.

## Economia
Il PIL era nel 2003 di 43 747 milioni di euro complessivamente. La struttura economica è basata sul terzo settore. Intorno alla capitale finlandese si sono formate scuole, capitale e forza lavorativa, soprattutto nelle zone intorno al raccordo anulare Kehä III alla periferia di Helsinki, nella zona di Lohja e lungo la costa vi sono numerose catene industriali. La sua posizione nell'estremo sud della nazione e la fertilità del terreno rendono la provincia competitiva anche a livello agricolo.

## Divisione territoriale
Nel 2011, con la soppressione dell'Uusimaa orientale, la provincia è suddivisa in 26 comuni, di cui 13 sono città. Fino al 2009 ha fatto parte della Finlandia Meridionale, poi soppressa. Nelle liste sottostanti le città sono evidenziate in grassetto.
Lista dei comuni a maggioranza di finlandese, in parentesi i nomi in svedese:
- Espoo (Esbo)
- Hanko (Hangö)
- Helsinki (Helsingfors)
- Hyvinkää (Hyvinge)
- Järvenpää (Träskända)
- Karkkila (Högfors)
- Kauniainen (Grankulla)
- Kerava (Kervo)
- Kirkkonummi (Kyrkslätt)
- Lohja (Lojo)
- Mäntsälä
- Nurmijärvi
- Pornainen (Borgnäs)
- Siuntio (Sjundeå)
- Tuusula (Tusby)
- Vantaa (Vanda)
- Vihti (Vichtis)
- Askola
- Myrskylä (Mörskom)
- Pukkila
- Porvoo (Borgå)
- Sipoo (Sibbo)
- Lapinjärvi (Lappträsk)
- Loviisa (Lovisa)

Lista dei comuni a maggioranza di svedese, in parentesi i nomi in finlandese:
- Ingå (Inkoo)
- Raseborg (Raasepori)

A differenza di tutte le altre province continentali, l’Uusimaa non è anche un’area di benessere, l’innovativo ente locale finlandese introdotto nel 2022 per la gestione del sistema sanitario, ma per l’eccessiva popolazione è stata ripartita in quattro aree, l’Uusimaa Occidentale, l’Uusimaa Centrale, l’Uusimaa Orientale e il Vantaa e Kerava, mentre la città di Helsinki non fa parte di nessuna area.